# Emblyna wangi
Emblyna wangi är en spindelart som först beskrevs av Song och Zhou 1986.  Emblyna wangi ingår i släktet Emblyna och familjen kardarspindlar. Inga underarter finns listade i Catalogue of Life.